# Aphrodite Glacier
Aphrodite Glacier är en glaciär i Antarktis. Den ligger i Västantarktis. Argentina, Chile och Storbritannien gör anspråk på området. Aphrodite Glacier ligger 1 035 meter över havet.
Terrängen runt Aphrodite Glacier är huvudsakligen kuperad, men norrut är den bergig. Trakten är obefolkad. Det finns inga samhällen i närheten.